# Acatlán
Acatlán est une ville et municipalité située dans l'État d'Hidalgo au Mexique à 147 km de Mexico.

## Étymologie
Le nom d'Acatlán vient de la langue nahuatl qui signifie « près des roseaux ».

## Géographie
La municipalité a une superficie de 241,63 km2 ce qui représente 0,83 % de la superficie de l'État.

## Personnalités liées à Acatlán
- Agustín Olvera, député
- Gumersindo Gómez, homme politique
- Francisco G. Mendoza, député fédéral